# رود فلک‌آباد
 رود فلک‌آباد یک رود در حوضه آبریز دریاچه نمک در استان البرز ایران است که از البرز سرچشمه می‌گیرد. این رود در ارتفاع ۱۷۷۶ متری واقع شده است.